# Kylie: The Albums 2000-2010
Kylie: The Albums 2000-2010 er en bokssæt af den australske sangerinde Kylie Minogue, udgivet den 18. juli 2011 af Parlophone. Det indeholder alle fem studiealbum af Minogue udgivet fra 2000 til 2010.

## Indhold
Den bokssæt indeholder følgende album :
- Light Years (2000)
- Fever (2001)
- Body Language (2003)
- X (2007)
- Aphrodite (2010)

## Sporliste
Light Years (CD 1)
| #   | Titel                              | Sangskriver(e)                                             | Producer(e)           | Længde |
| --- | ---------------------------------- | ---------------------------------------------------------- | --------------------- | ------ |
| 1.  | "Spinning Around"                  | Paula Abdul, Ira Shickman, Osborne Bingham, Kara DioGuardi | Mike Spencer          | 3:27   |
| 2.  | "On a Night Like This"             | Steve Torch, Mark Taylor, Brian Rawling, Graham Stack      | Taylor, Stack         | 3:33   |
| 3.  | "So Now Goodbye"                   | Kylie Minogue, Steve Anderson                              | Johnny Douglas        | 3:37   |
| 4.  | "Disco Down"                       | Douglas                                                    | Douglas               | 3:57   |
| 5.  | "Loveboat"                         | Minogue, Guy Chambers, Robbie Williams                     | Chambers, Steve Power | 4:10   |
| 6.  | "Koocachoo"                        | Minogue, Douglas                                           | Douglas               | 4:00   |
| 7.  | "Your Disco Needs You"             | Minogue, Williams, Chambers                                | Chambers, Power       | 3:33   |
| 8.  | "Please Stay"                      | Minogue, Richard Stannard, Julian Gallagher, John Themis   | Stannard, Gallagher   | 4:08   |
| 9.  | "Bittersweet Goodbye"              | Minogue, Anderson                                          | Anderson              |        |
| 10. | Unavngivet                         | Minogue, Anderson                                          | Mark Picchiotti       | 4:09   |
| 11. | "Under the Influence of Love"      | , Paul Politi, Barry Eugene White                          | Stannard, Gallagher   | 3:32   |
| 12. | "I'm So High"                      | Minogue, Chambers, Megan Smith                             | Chambers, Power       | 3:33   |
| 13. | Unavngivet (feat. Robbie Williams) | Williams, Chambers                                         | Chambers, Power       | 4:20   |
| 14. | Unavngivet                         | Minogue, Stannard, Gallagher                               | Stannard, Gallagher   | 4:47   |

Fever (CD 2)
| #   | Titel                          | Sangskriver(e)                                             | Producer(e)         | Længde |
| --- | ------------------------------ | ---------------------------------------------------------- | ------------------- | ------ |
| 1.  | "More More More"               | TommyD, Liz Winstanley                                     | TommyD              | 4:40   |
| 2.  | "Love at First Sight"          | Minogue, Stannard, Gallagher, Ash Howes, Martin Harrington | Stannard, Gallagher | 3:57   |
| 3.  | "Can't Get You Out of My Head" | Cathy Dennis, Rob Davis                                    | Dennis, Davis       | 3:49   |
| 4.  | "Fever"                        | Greg Fitzgerald, Tom Nichols                               | Fitzgerald          | 3:30   |
| 5.  | "Give It to Me"                | Minogue, Picchiotti, Anderson                              |                     | 2:48   |
| 6.  | "Fragile"                      | Davis                                                      | Davis               | 3:44   |
| 7.  | "Come into My World"           | Dennis, Davis                                              | Dennis, Davis       | 4:06   |
| 8.  | "In Your Eyes"                 | Minogue, Stannard, Gallagher, Howes                        | Stannard, Gallagher | 3:18   |
| 9.  | "Dancefloor"                   | Anderson, Dennis                                           | Anderson            | 3:23   |
| 10. | "Love Affair"                  | Minogue, Stannard, Gallagher                               | Stannard, Gallagher | 3:47   |
| 11. | "Your Love"                    | Minogue, Pascal Gabriel, Paul Statham                      | Gabriel, Statham    | 3:47   |
| 12. | "Burning Up"                   | Fitzgerald, Nichols                                        | Fitzgerald, Nichols | 3:59   |

Body Language (CD 3)
| #   | Titel                    | Sangskriver(e)                                                                        | Producer(e)         | Længde |
| --- | ------------------------ | ------------------------------------------------------------------------------------- | ------------------- | ------ |
| 1.  | "Slow"                   | Kylie Minogue, Dan Carey, Emilíana Torrini                                            | Sunnyroads          | 3:15   |
| 2.  | "Still Standing"         | Ash Thomas, Alexis Strum                                                              | Baby Ash            | 3:39   |
| 3.  | "Secret (Take You Home)" | Curtis T. Bedeau, Gerard Charles, Hugh Clarke, Reza Safinia, Lisa Greene, Paul George | Rez                 | 3:16   |
| 4.  | "Promises"               | Kurtis Mantronik, David Billing                                                       | Kurtis Mantronik    | 3:17   |
| 5.  | "Sweet Music"            | Kylie Minogue, Karen Poole, Ash Thomas                                                | Baby Ash            | 4:11   |
| 6.  | "Red Blooded Woman"      | Johnny Douglas, Karen Poole                                                           | Douglas             | 4:21   |
| 7.  | "Chocolate"              | Johnny Douglas, Karen Poole                                                           | Douglas             | 5:00   |
| 8.  | "Obsession"              | Kurtis Mantronik, David Billing, M. Grey                                              | Mantronik           | 3:31   |
| 9.  | "I Feel for You"         | Liz Winstanley, J. Piccioni, S. Anselmetti                                            | Electric J          | 4:19   |
| 10. | "Someday"                | Kylie Minogue, Emilíana Torrini, Ash Thomas                                           | Baby Ash            | 4:18   |
| 11. | "Loving Days"            | Kylie Minogue, Richard Stannard, Julian Gallagher, Dave Morgan                        | Stannard, Gallagher | 4:26   |
| 12. | "After Dark"             | Cathy Dennis, Chris Braide                                                            | Dennis, Braide      | 4:10   |

X (CD 4)
| #   | Titel             | Sangskriver(e)                                                                   | Producer(e)                | Længde |
| --- | ----------------- | -------------------------------------------------------------------------------- | -------------------------- | ------ |
| 1.  | "2 Hearts"        | Jim Eliot, Mima Stilwell                                                         | Kish Mauve                 | 2:52   |
| 2.  | "Like a Drug"     | Mich Hedin Hansen, Jonas Jeberg, Engelina Andrina, Adam Powers                   | Cutfather, Jeberg          | 3:17   |
| 3.  | "In My Arms"      | Kylie Minogue, Calvin Harris, Richard Stannard, Paul Harris, Julian Peake        | C. Harris, Stannard        | 3:32   |
| 4.  | "Speakerphone"    | Christian Karlsson, Pontus Winnberg, Henrik Jonback, Klas Åhlund                 | Bloodshy & Avant           | 3:54   |
| 5.  | "Sensitized"      | Guy Chambers, Cathy Dennis, Serge Gainsbourg                                     | Chambers, Dennis           | 3:56   |
| 6.  | "Heart Beat Rock" | Minogue, Poole, Harris, John Lipsey                                              | C. Harris                  | 3:24   |
| 7.  | "The One"         | Minogue, Stannard, James Wiltshire, Russell Small, John Andersson, Emma Holmgren | Stannard, Freemasons       | 4:05   |
| 8.  | "No More Rain"    | Kylie Minogue, Karen Poole, Christian Karlsson, Pontus Winnberg, Jonas Quant     | Greg Kurstin               | 4:02   |
| 9.  | "All I See"       | Jonas Jeberg, Mich Hedin Hansen, Edwin Serrano, Raymond Calhoun                  | Cutfather, Jeberg          | 3:04   |
| 10. | "Stars"           | Kylie Minogue, Richard Stannard, Paul Harris, Julian Peake                       | Stannard, P. Harris, Peake | 3:42   |
| 11. | "Wow"             | Kylie Minogue, Karen Poole, Kurstin                                              | Kurstin                    | 3:12   |
| 12. | "Nu-di-ty"        | Karen Poole, Karlsson, Winnberg                                                  | Bloodshy & Avant           | 3:03   |
| 13. | "Cosmic"          | Kylie Minogue, Eg White                                                          | White                      | 3:08   |

Aphrodite (CD 5)
| #   | Titel                                  | Sangskriver(e)                                                          | Producer(e)                                         | Længde |
| --- | -------------------------------------- | ----------------------------------------------------------------------- | --------------------------------------------------- | ------ |
| 1.  | "All the Lovers"                       | Jim Eliot, Mima Stilwell                                                | Eliot, Stuart Price                                 | 3:20   |
| 2.  | "Get Outta My Way"                     | Lucas Secon, Damon Sharpe, Peter Wallevik, Daniel Davidsen, Mich Hansen | Cutfather, Wallevik, Davidsen, Sharpe, Secon, Price | 3:38   |
| 3.  | "Put Your Hands Up (If You Feel Love)" | Finlay Dow-Smith, Miriam Nervo, Olivia Nervo                            | Starsmith, Price, M. Nevro, O. Nervo                | 3:38   |
| 4.  | "Closer"                               | Price, Beatrice Hatherley                                               | Price                                               | 3:09   |
| 5.  | "Everything Is Beautiful"              | Tim Rice-Oxley, Fraser T. Smith                                         | Smith                                               | 3:25   |
| 6.  | "Aphrodite"                            | Nerina Pallot, Andy Chatterley                                          | Chatterley, Pallot, Price                           | 3:45   |
| 7.  | "Illusion"                             | Kylie Minogue, Price                                                    | Price                                               | 3:21   |
| 8.  | "Better than Today"                    | Pallot, Chatterley                                                      | Chatterley, Pallot, Price                           | 3:25   |
| 9.  | "Too Much"                             | Minogue, Calvin Harris, Jake Shears                                     | Harris                                              | 3:16   |
| 10. | "Cupid Boy"                            | Sebastian Ingrosso, Magnus Lidehäll, Nick Clow, Luciana Caporaso        | Price, Ingrosso, Magnus                             | 4:26   |
| 11. | "Looking for an Angel"                 | Minogue, Price                                                          | Price                                               | 3:50   |
| 12. | "Can't Beat the Feeling"               | Hannah Robinson, Pascal Gabriel, Borge Fjordheim, Matt Prime, Richard X | Price, Gabriel, Fjordheim                           | 4:10   |

## Hitlister
| Hitliste (2011)                  | Placering |
| -------------------------------- | --------- |
| Skotland (Scottish Albums Chart) | 40        |
| Storbritannien (UK Albums Chart) | 37        |